# Khartoum (Film)
Khartoum ist ein britischer
Monumentalfilm von Basil Dearden aus dem Jahr 1966 mit Charlton Heston und Laurence Olivier in den Hauptrollen. Der Film orientiert sich weitestgehend an den historischen Ereignissen in Khartum, zur Zeit des Mahdi-Aufstand im Türkisch-Ägyptischen Sudan und der Rolle Charles George Gordons.

## Handlung
Im von Ägypten kontrollierten Sudan bricht 1881 ein Aufstand unter Muhammad Ahmad aus, der als Mahdi bekannt ist. Um dieser Gefahr entgegenzutreten, hebt der ägyptische Khedive Tawfiq eine Armee von 10.000 Mann aus und schickt sie unter dem Kommando des englischen Colonels William Hicks in den Sudan, um den Aufstand niederzuschlagen. Dem Mahdi gelingt es jedoch, die Armee in einen Hinterhalt zu locken, zu besiegen und sämtliche Waffen zu erbeuten.
In London berät sich Premierminister Gladstone mit seinem Kabinett, wie nun zu verfahren sei, im Hinblick auf die britischen Interessen in Ägypten. Gladstone ist nicht bereit, eine britische Armee in den Sudan zu schicken; dies wird durch den Bericht des Nachrichtendienstoffiziers Colonel Stewart, der eine Truppenentsendung ebenfalls ablehnt, noch gestützt. Um das Gesicht des britischen Empires zu wahren, schlägt Earl Granville vor, den früheren Gouverneur des Sudans, General Charles George Gordon, welcher damals auch die Sklaverei abgeschafft hatte, nach Khartoum zu schicken und alle Ägypter zu evakuieren. Sollte etwas schiefgehen, würde ihn die Schuld treffen und nicht die britische Regierung. Gegenüber seinem Kabinett lehnt Gladstone diesen Vorschlag ab, trifft sich allerdings heimlich mit Gordon und bittet ihn, diese Aufgabe zu übernehmen. Zur Sicherheit stellt er ihm Colonel Stewart zur Seite.
In Ägypten angekommen, wird Gordon vom Khediven zum Gouverneur des Sudans ernannt und trifft sich kurz darauf mit dem ehemaligen Sklavenhändler Zobeir Pascha, der als einziger genügend Macht und Einfluss im Sudan hat, um dem Mahdi Widerstand leisten zu können. Doch Zobeir lehnt es ab, den Sudan von Gordon zu übernehmen, da dieser in seinem Kampf gegen den Sklavenhandel Zobeirs Sohn vor Jahren hinrichten ließ.
Auf ihrer Fahrt den Nil hinauf finden Gordon und Stewart heraus, dass sich die Truppen des Mahdi bereits weit flussabwärts befinden. Stewart rät Gordon zurückzukehren, dieser lässt sich dennoch von seinem Ziel, Khartoum zu retten, nicht abbringen.
In der Stadt angekommen, lässt Gordon von seinem Diener Khaleel herausfinden, wo der Mahdi sein Lager hat, und reitet zu ihm. Es kommt zu einem Treffen, und Gordon schlägt vor, Khartoum und den Sudan von den Ägyptern zu evakuieren und dem Mahdi zu übergeben, was dieser jedoch ablehnt. Der Mahdi nimmt für sich in Anspruch, im Namen des Propheten Mohammed zu handeln und die reinen Gebote des Islams wieder zu errichten. Da Ägypten gegen ihn sei, will er Khartoum mit Gewalt erobern und jeden Ägypter töten. Er hält dieses Exempel für notwendig, um den Islam zum wahren Glauben zurückzuführen. Darüber hinaus zieht er einen Vergleich zwischen seinen Handlungen und Gordons Strafmaßnahmen gegen die Sklavenhändler, welche er damals hinrichten ließ.
Zurück in Khartoum ist Gordon fest entschlossen, die Ägypter zu retten, und will die Regierung in London um militärische Hilfe ersuchen, doch die Telegrafenverbindung wurde bereits von den Mahdisten gekappt. Gordon lässt die Stadt in der Zwischenzeit befestigen und requiriert alles Vieh und Getreide in der Umgebung. Als ein Bote von einer noch intakten Telegrafenstation mit der Nachricht zurückkommt, dass die britische Regierung Gordons Schilderungen von der Lage im Sudan nicht glaubt und ihn auffordert zurückzukommen, schickt dieser Stewart, um persönlich in London zu berichten. Währenddessen schließt der Mahdi den Belagerungsring um Khartoum, kann jedoch noch nicht angreifen, da der Nil gerade Hochwasser führt.
In Großbritannien befiehlt Gladstone nach dem Gespräch mit Stewart General Garnet Wolseley, die Gordon Relief Expedition zur Rettung Gordons in den Sudan zu führen. Nach ihrer Ankunft in Ägypten erfährt Stewart allerdings von Sir Evelyn Baring, dass Wolseley den Befehl hat, mit seinen Truppen nur langsam vorzurücken, um Gordon die Flucht zu ermöglichen, dass er jedoch Khartoum nicht entsetzen soll. Gladstone will nicht den Verlust einer britischen Armee riskieren. Stewart entschließt sich, mit einem Schiff nach Khartoum aufzubrechen und Gordon herauszuholen; dieser weigert sich jedoch und schickt Stewart mit den Europäern, Diplomaten und so vielen Zivilisten wie möglich per Schiff nilabwärts.
Nach einer anfänglichen Niederlage gelingt es den Mahdisten, das Schiff aufzuhalten und alle an Bord zu töten. Der Mahdi schickt Gordon eine gefälschte Mitteilung, dass sich die britische Armee nähert, arrangiert aber später ein Treffen zwischen sich und ihm, um ihm anzubieten, Khartoum zu verlassen, da er mittlerweile Respekt vor Gordon gewonnen hat. Doch Gordon lehnt das Angebot ab und kehrt in die Stadt zurück.
In der Zwischenzeit rückt die Armee von Wolseley nilaufwärts und gerät in Kämpfe mit den Mahdisten, welche auch gewonnen werden, jedoch beginnt der Angriff des Mahdi auf Khartoum, als der Wasserspiegel des Nils sehr niedrig ist. Die Verteidiger können sich den zahlenmäßig überlegenen Truppen des Mahdi nicht lange widersetzen, und auch der Gouverneurspalast wird gestürmt. Als Gordon den Mahdisten entgegentritt herrscht für einen Moment Ruhe, dann jedoch wird er getötet, und der Kampf geht weiter.
Nach der Eroberung wird dem Mahdi der auf eine Stange aufgespießte Kopf Gordons präsentiert, worauf dieser wütend reagiert, denn dies wollte er nicht.

## Schlussszene
Die Abschlussszene wird mit einem Kommentar aus dem Off unterlegt und lässt die weltanschauliche Sichtweise des Filmes auf die historischen Ereignisse, insbesondere auf den Mahdi und seine Anhänger, deutlich werden:

„Die Armee kam zwei Tage zu spät. Zwei Tage. Und 15 Jahre mussten die Sudanesen den Preis dafür zahlen. Mit Hunger und Elend. Die Engländer mit der Schande und vielen Kriegen. Wenige Monate nach dem Tod von Gordon starb auch der Mahdi. Die Todesursache bleibt geheimnisvoll. Gordon wurde in seinem geliebten Sudan zur letzten Ruhe gebettet. Wir wissen nicht, wie lange sein Andenken lebendig bleiben wird. Aber eines wissen wir: Eine Welt, in der kein Platz ist für Menschen wie Gordon, ist eine Welt, die wieder in Staub versinken wird.“

## Kritik
„Abenteuerfilm, der mit viel Kampfgetümmel, einigen sentimentalen Episoden und großartigen Landschaftsaufnahmen vom Nil unterhält, die politischen Hintergründe jedoch vereinfacht.“

„An Originalschauplätzen am Nil und in der sudanesischen Wüste gedreht, beeindruckt der Film vor allem mit Atem beraubenden Kampf- und Massenszenen […]“

„Aufwendiges Denkmal für einen bedeutenden, aber auch umstrittenen Offizier. Der Film enthält sich einer eindeutigen Stellungnahme und vereinfacht die politischen Hintergründe. Ab 16, aber ohne Empfehlung.“

## Hintergrund
- Als Vorlage zum Film diente die Belagerung von Khartum während des Mahdi-Aufstandes. Der Film orientiert sich dabei in weiten Teilen an den tatsächlichen historischen Ereignissen. Beispielsweise fand das Treffen mit Zobeir Pascha tatsächlich statt. Ein Treffen zwischen Gordon und dem Mahdi, wie im Film beschrieben, ist allerdings nicht belegt.
- Julian Blaustein stellte den Film für die United Artists her.
- Die Anfangsszenen am Nil wurden unter Aufsicht von Eliot Elisofon hergestellt.
- Wegen der damaligen Unruhen in Sudan weigerte sich Laurence Olivier dort zu drehen, deshalb wurden alle Szenen, in denen er zu sehen ist, in England gedreht.
- Yakima Canutt drehte mit dem zweiten Kamerateam die Kampf- und Massenszenen.
- Der Film wurde in Ultra Panavision 70 aufgenommen und galt lange Zeit als letzter Film in diesem Breitwandformat. Erst 2015 wurde mit Quentin Tarantinos The Hateful Eight erneut ein Film unter Verwendung von Ultra-Panavision-70-Linsen gedreht.
- Aufgrund des Themas waren Frauen nur in Statistenrollen zu sehen.
- Der Film wurde in Deutschland unter dem Titel Khartoum – Der Aufstand am Nil veröffentlicht.

## Auszeichnungen/Nominierungen
- 1967: Oscar-Nominierung für Robert Ardrey in der Kategorie „Bestes Originaldrehbuch“. Der Oscar ging jedoch an Claude Lelouch und Pierre Uytterhoeven und den Film Ein Mann und eine Frau (Un homme et une femme).